# Adriana Karembeu

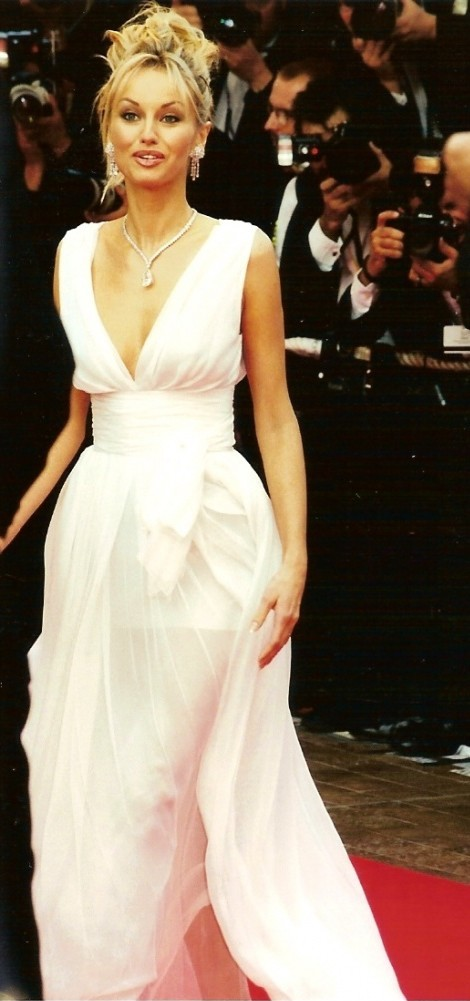
Adriana Karembeu

Adriana Karembeu (născ. Sklenaříková; n. 17 septembrie 1971, Brezno, Republica Socialistă Cehoslovacia, Slovacia) este un topmodel slovac.

## Date biografice
Adriana Sklenařikova s-a născut în Brezno, tatăl ei este ceh iar mama slovacă. Adriana a studiat medicina în Praga unde i-a parte la un concurs de frumusețe pe care-l câștigă. Pentru a începe cariera de fotomodel, ea întrerupe studiul medicinei. Adriana devine model la agenții de modă în New York, la Elite Modeling în Milano, Laura Biagiotti și ca model Wonderbra, care face reclamă pentru sutiene. Adriana Karembeu deține recordul la lungimea piciorului (1,25 m) ea fiind înscrisă în cartea Guinness World Records ca supermodelul cu cel mai lung picior din lume. Între timp Adriana s-a mutat la Madrid fiind căsătorită din anul 1998 cu fostul fotbalist francez Christian Karembeu.